# Harbin Z-20
L’Harbin Z-20 è un elicottero medio, bi-turbina a singolo rotore, multiruolo sviluppato da Harbin Aircraft Industry Group negli anni 10 del XXI secolo per l'Esercito Popolare di Liberazione.

## Storia del progetto
Se non diversamente indicato, i dati sono tratti da "ainonline.com".
Dai primi anni ottanta, la People's Liberation Army Air Force (PLAAF), emise una specifica che richiedeva un elicottero utility da trasporto medio, in grado di operare nelle regioni montuose della Cina. In risposta a questa specifica, nel 1984, la PLAAF acquisì 24 Sikorsky S-70C-2 con motori General Electric T700-701A potenziati, che avevano prestazioni superiori rispetto ai Mi-17V5 che furono successivamente acquistati. Questi Sikorsky S-70C-2 nonostante fossero la versione civile dell'elicottero militare UH-60 Black Hawk, furono immessi direttamente in servizio con l'Esercito popolare di liberazione. Probabilmente se non fosse stato per le ricadute delle proteste di piazza Tienanmen del 1989 ed il successivo embargo sulle armi dell'UE e degli Stati Uniti, la Cina avrebbe potuto acquistare più S-70. La richiesta di un maggior numeri di elicotteri, portò la Cina all'avvio e lo sviluppo del  "progetto elicottero da 10 tonnellate". Lo sviluppo indigeno di quello che sarebbe diventato, poi, lo Z-20, iniziò nel 2006.

### Tecnica
Se non diversamente indicato, i dati sono tratti da "ainonline.com".
Dotato di architettura fortemente ispirata alla serie Sikorsky UH-60/S-70 Black Hawk (da molti ironicamente definito "Copy Hawk"), lo Z-20, a detta del progettista, Deng Jinghui, nasceva come progetto di elicottero dotato di comandi fly-by-wire, rotore principale a cinque pale ed il telaio del giunto coda-fusoliera più angolare. Queste caratteristiche darebbero allo Z-20 più portanza e resistenza ed una maggiore capacità della cabina rispetto al Black Hawk. Immagini mostravano anche una nuova carenatura installata subito dietro gli scarichi del motore e un'altra sul dorso della coda, che probabilmente installate per alloggiare un sistema per le comunicazioni satellitari o il sistema di navigazione satellitare BeiDou (Big Dipper).
Parte fondamentale del successo nello sviluppo dello Z-20 sarebbero i suoi motori. Era opinione diffusa che il propulsori principali dello Z-20, la turbina indigena WZ-10, che forniva 1.600 kW (circa 2.145 shp) ognuna, fosse più potente e performante dell'ultima turbina installata sugli UH-60, la GE T700-701D da 1.500 kW (circa 2.011 shp) di potenza ognuna.
Oltre alle operazioni sugli altipiani, gli esperti militari cinesi pensavano che lo Z-20 sarebbe stata una piattaforma di proiezione e mobilità aerea chiave anche per la Marina dell'Esercito di Liberazione Popolare (PLAN), fornendo a questa un elicottero navale multiruolo da tempo necessario. Avendo dimensioni più piccole rispetto alla serie Harbin Z-8/18, lo Z-20 avrebbe consentito l'interoperabilità su tutte le navi della PLAN, senza però rinunciare all'installazione di una suite completa di sistemi antisommergibile.
Lo Z-20 è il primo elicottero cinese ad utilizzare la tecnologia antighiaccio per i rotori sviluppata a livello nazionale, che rende la Cina il quarto paese al mondo a possedere tale tecnologia.
Il primo volo fu effettuato il 23 dicembre 2013, mentre l'elicottero fece la sua prima apparizione pubblica allo Zhuhai Airshow del 2016.

## Versioni
- Z-20: Versione utility per trasporto di truppe, nata per soddisfare le esigenze dell'Esercito Popolare di Liberazione.
- Z-20F/J: Versione imbarcata per missioni ASW e per missioni di SAR.

## Utilizzatori
Cina
- Aeronautica dell'Esercito Popolare di Liberazione
- Esercito Popolare di Liberazione
- Marina dell'Esercito Popolare di Liberazione